# Курт Вестергаард
Курт Вестергаард (дан. Kurt Westergaard; народився 13 липня 1935 — 14 липня 2021) — данський карикатурист, став відомим завдяки серії карикатур на мусульманського пророка Мухаммеда, що викликали хвилю невдовольств у мусульманському світі.

## Публічність
Карикатура, що образила мусульман зображала пророка у тюрбані, який мав вигляд бомби. Сам Вестергаард пояснював, що хотів привернути цією карикатурою увагу до впливу деяких вчень ісламу на діяльність ісламських терористів. Після публікації у 2005 році карикатур і хвилі протестів у Данії та у мусульманському світі редактор газети, яка надрукувала карикатури вибачився, однак інші видання передрукували її. Разом із критикою, деякі виступили на захист карикатуриста і він отримав нагороду від данських колег за підтримку свободи слова. Ісламські екстремісти пообіцяли винагороду у 1 млн доларів за вбивство Вестергаарда, котрий був вимушений переховуватися та пізніше знаходився під охороною поліції та данської секретної служби, його будинок був обладнаний спеціальними зміцненими вікнами та дверима. Попри це, 1 січня 2010 року уродженець Сомалі вдерся до будинку Вестергаарда з наміром вбити карикатуриста, однак поліції вдалося вчасно знешкодити злочинця.